# Ortinho
Wharton Gonçalves Filho, mais conhecido como Ortinho (Caruaru, 1969), é um cantor e compositor brasileiro de rock alternativo.

## Biografia
Ortinho, artista de Caruaru-PE, é considerado pela mídia especializada um dos melhores compositores da sua geração. O cantor e compositor começou cedo seu relacionamento com a música. Aos quinze anos de idade trabalhou na Rádio Difusora de Caruaru. Por essa época, integrou a banda O Pílula e seus Cápsulas. No início da década de 1990, mudou-se para Blumenau, em Santa Catarina, depois para Recife, em Pernambuco, e, posteriormente, para São Paulo, onde reside atualmente.
Em Recife, no ano de 1994, criou a banda Querosene Jacaré, da qual foi o vocalista até 1999. A banda Querosene Jacaré, apresentou-se em vários festivais, como o Abril Pro Rock, o Festival de Inverno de Garanhuns e o Festival Paredes de Coura, além de gravar um álbum que se tornaria uma referência do rock pernambucano - “Você Não Sabe da Missa um Terço”. Com o seu talento sendo reconhecido nacionalmente, Ortinho não demora para se tornar parceiro de compositores como Chico Science (Sangue de Bairro-trilha do filme Baile Perfumado, de Lírio Ferreira), Lula Cortes (As Flores), Lula Queiroga (Desabafa), Junio Barreto (Procurando Dun-Dun), entre outros.
Em 2002, ainda residindo em São Paulo, lançou seu primeiro álbum solo, intitulado Ilha do Destino, pelo selo Elo Music. O disco de estréia contou com as participações de Arnaldo Antunes, Chico César e Zeca Baleiro, entre outros. Segundo o crítico Tárik de Souza, em matéria do Jornal do Brasil - RJ, Ilha do Destino é um dos melhores discos de 2002.
O segundo álbum, o não menos elogiado Somos, foi lançado em 2006, também com vários amigos convidados, e ganha destaque na revista Carta Capital, numa matéria escrita por Pedro Alexandre Sanches, onde, segundo o jornalista, “Ortinho é o Glauber Rocha da música brasileira”.
Quatro anos depois, o terceiro álbum, Herói Trancado, faz uma mistura do pop com uma levada de Jovem Guarda. Em Herói Trancado, trabalho que lhe rendeu o Prêmio Talentos Brasileiros da Revista Contigo (2011). Neste álbum, Ortinho teve como convidados: Arnaldo Antunes; Dengue (Baixo) e Jorge Du Peixe, da Nação Zumbí; Vicente Machado (Bateria) e Chiquinho(Teclados), do Mombojó; Edgard Scandura; o jovem pianista Victor Araújo e Daniel Belleza. O álbum foi considerado um dos melhores discos de rock pop do Brasil por grande parte da imprensa especializada. Do encontro com Arnaldo Antunes, surgem alguns dos novos sucessos da música brasileira, algumas gravadas por Arnaldo Antunes no cd “Iê, Iê, Iê”, outras por Marcelo Jeneci em seu cd de estreia, "Feito pra Acabar", e pelo próprio Ortinho, como o hit "A Casa é Sua", regravada recentemente por Maria Bethânia, no CD/DVD Cartas de Amor.
Em 2019 Ortinho lançou o álbum Nas Esquinas do Coração produzido por Jorge Du Peixe e que tem a participação de Otto e Junio Barreto.
Em maio de 2022 foi lançado o álbum de forró, o primeiro nesse gênero de sua carreia, Caruarus, homenageando sua terra natal Caruaru e o mestre Azulão que este ano completa 80 anos. Neste álbum, repleto de parceiros e participações como: Azulão, Anastácia, Zeca Baleiro, Chico César, Kiki Vassimon, Yuri Queiroga, Marco Polo, Josildo Sá, Lula Viegas, Tonca Neves, Marcelo Monteiro, André Jliào e outros, Ortinho dar um passeio por todos os ritmos que animam o nosso Sào João de todo o Brasil. 
Multiartista, Ortinho também apareceu nas telas do cinema nos filmes Baile Perfumado (Paulo Caldas e Lírio Ferreira), Árido Movie (Lírio Ferreira), O Mundo é Uma Cabeça (Bidu Queiroz e Claudio Barroso), além de em alguns curtas e documentários. Foi também idealizador e produtor dos projetos "Nave do Frevo", "O Maior Baião do Mundo" e, recentemente, "Nordeste Psicodélico".
Em maio de 2024, Ortinho irá lançar um novo trabalho, o EP REPENSISTA, que  carrega fortemente as influências que o artista tem da música dos anos 60 e 70 , batizada por ele de “Nordeste Psicodélico”, que tem como expoentes artistas como Zé Ramalho, Cátia de França, Raimundo Fagner, Amelinha, Ednardo, Alceu Valença, Ave Sangria - entre outros menos conhecidos pelo grande público, mas não menos importantes desse gênero musical que uniu a cultura de raiz popular nordestina com a psicodelia dos instrumentos elétricos.
O EP REPENSISTA vem com três faixas inéditas: “Grito de uma Arara”, parceria de Ortinho com o grande Marco Polo, compositor e cantor da banda Ave Sangria, patrimônio cultural imaterial do Recife; “De Repente Cássia Eller”, parceria com o gigante guitarrista e multi- instrumentista, Rovilson Pascoal; “Senhora do Amor”, de autoria de Ortinho. As composições trazem as referências da poesia popular presente na Literatura de Cordel, através das métricas que Ortinho tanto usa em sua obra.

## Discografia

### Com o Querosene Jacaré
- 1998 - Você Não Sabe da Missa um Terço - Paradoxx

### Carreira solo
- 2002 - Ilha do Destino - Elo Music
- 2006 - Somos - Tratore
- 2010 - Herói Trancado - Mariola Records
- 2019 - Nas Esquinas do Coração - Tratore
- 2022 - Caruarus - Tratore